# Sanjō (ville)
Pour les articles homonymes, voir Sanjo.
Sanjō (三条市, Sanjō-shi) est une ville située dans la préfecture de Niigata, sur l'île de Honshū, au Japon.

## Géographie

### Situation
Sanjō est située dans le centre de la préfecture de Niigata.

### Démographie
En juillet 2019, la population de la ville de Sanjō était de 97 480 habitants répartis sur une superficie de 431,97 km2.

## Histoire
Sanjō a acquis le statut de ville en 2005.

## Transports
La ville de Sanjō est desservie par la ligne Shinkansen Jōetsu à la gare de Tsubame-Sanjō. Elle est également desservie par les lignes classiques Shin'etsu et Yahiko.

## Personnalités liées à la ville
- Tetsuji Morohashi (1883-1982), lexicographe
- Kumi Mizuno (née en 1937), actrice
- Shōhei Baba (1938-1999), catcheur
- Noriyoshi Sakai (né en 1992), footballeur né à Sanjō